# Agdistis meridionalis
Espèce
Synonymes
- Adactyla meridionalis Zeller, 1847 [1]
- Adactylus bennetii portlandica Tutt, 1906[1]
- Agdistis clivicola Meyrick, 1928[1]
- Agdistis delicatulella Chrétien, 1917[1]
- Agdistis prolai Hartig, 1953[1]
- Agdistis staticis delicatulella Chrétien, 1917[1]
- Agdistis staticis Millière, 1876[1]
- Agdistis tyrrhaenica Amsel, 1952[1]

Agdistis meridionalis est une espèce de lépidoptères de la famille des Pterophoridae.

## Description
Les imagos atteignent une envergure de 22 à 25 millimètres. Les ailes sont de couleur grise et tachetées d'écailles brunes. Il y a une tache costale subterminale et quatre taches le long du bord dorsal du pli alaire sur chaque aile antérieure. La quatrième tache est en diagonale au-dessus de la troisième. Les imagos présentent une posture de repos très caractéristique, dans laquelle les ailes étroites sont tenues obliquement vers l'avant tandis que le corps est soulevé par les longues pattes avant.
Les valves des organes génitaux masculins sont asymétriques les unes par rapport aux autres. La valve gauche est élargie devant l'apex et munie d'un édéage qui fait les deux tiers de la longueur de la valve. La valve droite est pourvue d'un appendice sacculaire et d'un édéage. Le neuvième sternum est fendu asymétriquement. L'ostium des organes génitaux féminins est légèrement bosselé. L'antre est deux fois plus long que large et se rétrécit progressivement. Le huitième tergum a une petite échancrure centrale.

## Répartition
Agdistis meridionalis est originaire du Paléarctique et est présent dans les îles Canaries, la Grande-Bretagne et la région méditerranéenne, y compris l'Afrique du Nord. À l'est, l'aire de distribution s'étend à la Roumanie, la Grèce, Chypre et la Turquie.
Dans le sud de l'Angleterre, l'espèce habite des falaises rocheuses sèches sur lesquelles poussent des plantes alimentaires.

## Comportement
Les papillons volent en deux générations d'avril à septembre.

## Parasitologie
La chenille est un parasite des plantes Limonium bellidifolium, Limonium binervosum, Limonium cordatum, Limonium narbonense, Limonium obtusifolium, Limonium oleifolium, Limonium pectinatum, Limonium pontium (sv), Limonium virgatum, Limonium vulgare.

## Systématique
Le nom valide complet (avec auteur) de ce taxon est Agdistis meridionalis (Zeller, 1847).
L'espèce a été initialement classée dans le genre Adactyla sous le protonyme Adactyla meridionalis Zeller, 1847.
Agdistis meridionalis a pour synonymes :
- Adactyla meridionalis Zeller, 1847
- Adactylus bennetii portlandica Tutt, 1906
- Agdistis clivicola Meyrick, 1928
- Agdistis delicatulella Chrétien, 1917
- Agdistis portlandica Tutt, 1906
- Agdistis prolai Hartig, 1953
- Agdistis staticis delicatulella Chrétien, 1917
- Agdistis staticis var. delicatulella Chrétien, 1917
- Agdistis staticis Millière, 1875
- Agdistis tyrrhaenica Amsel, 1952
- Agdistis tyrrhenica Amsel, 1951